# أنتيبيوتيك أكشن
انتيبيوتيك أكشن (بالإنجليزية: Antibiotic Action) هي مبادرة مقرها في المملكة المتحدة تعمل على زيادة الوعي العالمي بمقاومة المضادات الحيوية، وتمولها الجمعية البريطانية للعلاج الكيميائي المضاد للميكروبات (BSAC) , وهي مؤسسة خيرية مسجلة في المملكة المتحدة. تسعى مبادرة أنتيبيوتيك أكشن إلى تثقيف وتوعية الناس بدءًا من السياسيين إلى المتخصصين في الرعاية الصحية والى الناس جميعهم ، حول الحاجة الماسة إلى الاكتشاف ، البحث ، والتطوير في علاجات جديدة للعدوى البكتيرية لمكافحة مقاومة المضادات الحيوية. كما تهدف إلى تقوية العلاقات الأكاديمية الصناعية وتعزيزها من خلال الجمع بين المجتمعات التي تحتاج إلى المضادات الحيوية مع الأكاديميين وأخصائيي الرعاية الصحية وشركات الأدوية لمعالجة التحديات التي تواجه أبحاث المضادات الحيوية وتطوير الأدوية وإدارة مضادات الميكروبات 

## النشاطات
- تعمل المبادرة على تحديد طريقة إبلاغ جميع القطاعات بالأزمة الراهنة لعدم وجود مضادات حيوية جديدة.[5]
- تقوم المبادرة بتحديد الفرص المتاحة للاكتشاف والبحث والتطوير لضمان المضادات الحيوية الجديدة الحفاظ على صحة سكان العالم أجمع.
- تساهم المبادرة في الأنشطة الوطنية والدولية مثل المؤتمرات والمقابلات الإعلامية والعروض التقديمية لتثقيف الناس حول ضرورة إيجاد طرق جديدة لعلاج العدوى البكتيرية.

## موقع المبادرة
موقع مبادرة أنتيبيوتيك أكشن 